# John Tudno Williams
John Tudno Williams (* 1938) je velšský teolog. Narodil se ve městě Flint a studoval teologii na Jesus College v Oxfordu. Později studoval na University College Wales ve městě Aberystwyth. Později deset let působil ve městě Borth jako člen velšské presbyteriánské církve a pracoval rovněž jako pedagog na různých univerzitách. Je držitelem čestného titulu z University of Wales. Po roce 1975 byl jedním z překladatelů Nového zákona do velšského jazyka.